# Martin Alonso Fernández de Córdoba Montemayor y Velasco
Martín Alonso Fernández de Córdoba Montemayor y Velasco, connu aussi comme  Alcaudete né vers 1498, et mort le 26 août 1558, à Mazagran, est un noble espagnol, et le premier comte d'Alcaudete.

## Biographie

### Origine
Don Martín est issu d'une des plus grandes familles d'Andalousie, les Fernandez de Córdoba, et, à ce titre, possède une parenté assez proche avec la maison royale de Tlemcen (Zianides). Il est également parent du célèbre « Gran Captan », Gonzalo Fernández de Córdoba (1585-1635). Il est aussi le gendre et le beau-frère de ses deux prédécesseurs au gouvernement d’Oran, les marquis de Comares, qui sont membres de la famille des Fernandez de Córdoba.

### Carrière de gouverneur
Il a reçu le titre de premier comte d'Alcaudete par le roi Charles Quint en 1529, et celui de chevalier de l'ordre de Santiago en 1534.
Il est vice-roi de Navarre entre 1527 et 1534. En 1534, il est nommé gouverneur (« capitaine général ») de la ville espagnole d'Oran.
En 1535, il attaque la ville de Tlemcen, capitale du royaume de Tlemcen, alors tenue par les Ottomans, avec 600 hommes, en collaboration avec le chef de la tribu des Banu 'Amir, Abdul Rahman ibn Radwan. Le projet consistait à remplacer le Sultan Mohammed par le plus jeune frère d'Ibn Radwan, Abdulla. Ils ont été contrés par les tribus Banu Rashid sous le Sultan Muhammad, et les forces espagnoles ont été assiégées à la forteresse Tibda, et massacrées, à l'exception de 70 prisonniers.
Il dirige également plusieurs expéditions espagnoles contre Mostaganem qui ont lieu en 1543 et 1547. Elles ont échoué car les forces espagnoles ont été repoussées puis poursuivies en retraite par les forces turques et tribales. Le comte Alcaudete a notamment conduit la bataille de Mostaganem en 1558, lors de laquelle il a été tué.
Le comte Alcaudete a un fils, nommé Martin de Córdova et Velasco, lui-même futur gouverneur d'Oran, qui a également été capturé lors de la bataille de Mostaganem, et serait emprisonné en tant qu'esclave chrétien à Alger sous le beylerbey Hassan Pacha, jusqu'à ce qu'il ait été échangé pour une rançon de 23 000 escudos.